# Rudnik nad Sanem
Rudnik nad Sanem est une ville de la voïvodie des Basses-Carpates, dans le sud-est de la Pologne. Elle est le chef-lieu de la gmina de Rudnik nad Sanem, dans le powiat de Nisko. Sa population s'élevait à 6 883 habitants en 2012.